# Heinrich Schöchtner
Heinrich Schöchtner (* 23. Mai 1876 in Zissersdorf; † 27. Dezember 1953) war ein österreichischer Politiker (CSP). Schöchtner war von 1927 bis 1932 Abgeordneter im Landtag von Niederösterreich.
Schöchtner besuchte die Volksschule und fand eine Stelle im Postdienst. Er übernahm 1912 den väterlichen Betrieb und war beruflich als Landwirt, Ziegeleibesitzer und Postmeister in Zissersdorf bei Geras tätig. Schöchtner war Obmann der Bezirksbauernkammer Geras und als Funktionär verschiedener landwirtschaftlicher Genossenschaften aktiv. Zudem war er Bürgermeister von Zissersdorf und bekam den Berufstitel Ökonomierat verliehen. Schöchtner vertrat die Christlichsoziale Partei zwischen dem 20. Mai 1927 und dem 21. Mai 1932 im Niederösterreichischen Landtag. 